# Juwilejne (Cherson)
Juwilejne (ukrainisch Ювілейне; russisch Юбилейное Jubileinoje) ist ein Dorf in der ukrainischen Oblast Cherson mit etwa 1500 Einwohnern.
Die 1932 als Sowchos gegründete Siedlung hieß bis 1967 Schewtschenko und wurde dann zu Ehren des 50. Jubiläums der Oktoberrevolution auf den heutigen Namen umbenannt. Sie liegt östlich des  Nord-Krim-Kanals, 49 km südöstlich vom Rajons- und Oblastzentrum Cherson entfernt.

## Verwaltungsgliederung
Am 20. Juli 2017 wurde das Dorf zum Zentrum der neugegründeten Landgemeinde Juwilejne (ukrainisch Ювілейна сільська громада/Juwilejna silska hromada), zu dieser zählten auch noch die 5 in der untenstehenden Tabelle aufgelisteten Dörfer sowie die Ansiedlung Schtschaslywe, bis dahin bildete es zusammen mit dem Dorf Druschne die gleichnamige Landratsgemeinde Juwilejne (Ювілейна сільська рада/Juwilejna silska rada) im Osten des Rajons Oleschky.
Am 12. Juni 2020 kam noch die Siedlung städtischen Typs Nowa Majatschka zum Gemeindegebiet.
Seit dem 17. Juli 2020 ist es ein Teil des Rajons Cherson.
Folgende Orte sind neben dem Hauptort Juwilejne Teil der Gemeinde:
| Name                     | Name           | Name                               |
| ukrainisch transkribiert | ukrainisch     | russisch                           |
| ------------------------ | -------------- | ---------------------------------- |
| Druschne                 | Дружне         | Дружное (Druschnoje)               |
| Martschenka              | Марченка       | Марченко (Martschenko)             |
| Nowa Majatschka          | Нова Маячка    | Новая Маячка (Nowaja Majatschka)   |
| Podo-Kalyniwka           | Подо-Калинівка | Подо-Калиновка (Podo-Kalinowka)    |
| Prywilne                 | Привільне      | Привольное (Priwolnoje)            |
| Schtschaslywe            | Щасливе        | Счастливое (Stschastliwoje)        |
| Stara Majatschka         | Стара Маячка   | Старая Маячка (Staraja Majatschka) |